# 黄金塚2号墳
黄金塚2号墳（こがねづかにごうふん、遠山黄金塚2号墳）は、京都府京都市伏見区遠山にある古墳。形状は前方後円墳。
実際の被葬者は明らかでないが、後円部墳頂の五輪塔が宮内庁により「巨幡墓（こはたのはか）」として第50代桓武天皇第三皇子の伊予親王の墓に治定されている。

## 概要

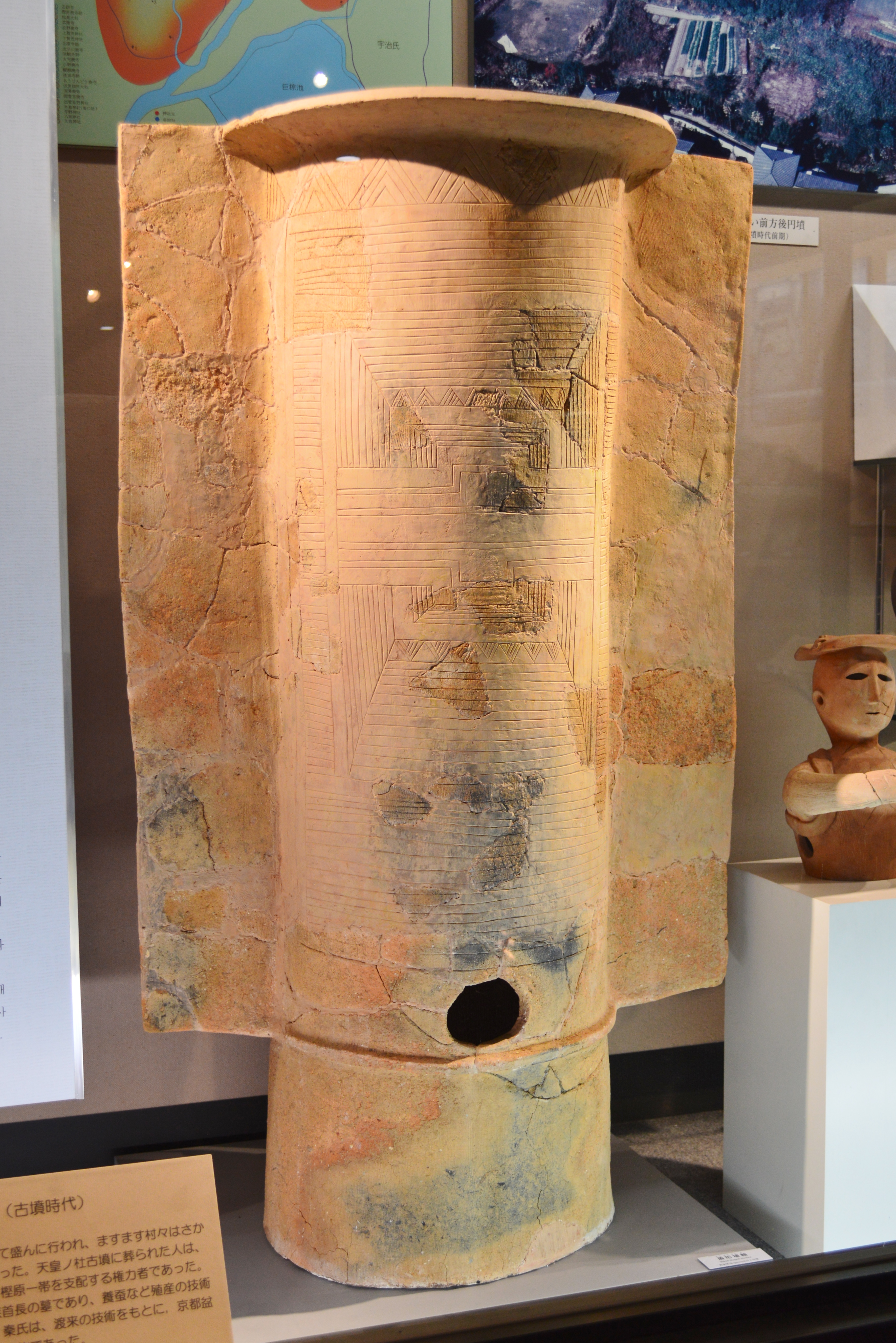
盾形埴輪京都市考古資料館展示。

京都盆地南東部、東山連峰最南端の大岩山南麓の丘陵上に築造された大型前方後円墳である。本古墳の北西にも大型前方後円墳として黄金塚1号墳（推定全長100メートル）が存在したが、現在までに失われている。1974・1981・1995年度（昭和49・56・平成7年度）に調査が実施されている。
墳形は前方後円形で、前方部を南西方向に向けたが、現在までに前方部は大きく破壊されている。墳丘長は約120メートルを測り、北山城地方および京都市内では最大規模になる。墳丘外表では円筒埴輪列（盾形・朝顔形埴輪含む）が出土している。特に盾形埴輪は伝高畠陵古墳（向日市）付近の乾垣内遺跡出土埴輪棺と同工品とされる。埋葬施設は粘土槨で、昭和56年度調査で確認された際に、副葬品として革綴冑の小札・円形金具が出土している。
築造時期は、古墳時代前期の4世紀後半頃と推定される。被葬者は丘陵の西に広がる平野を生産基盤としたと想定され、巨椋池・宇治川・淀川をつなぐ水路および巨椋池・山科・近江をつなぐ道を掌握した有力首長墓として重要視される古墳になる。被葬者は明らかでないが、現在は後円部墳頂の五輪塔が宮内庁により伊予親王（第50代桓武天皇第三皇子、807年死去）の墓に治定されている。

## 遺跡歴
- 江戸時代、『山城志』・『陵墓一隅抄』に伊予親王墓の記載。
- 1884年（明治17年）1月、宮内省（現・宮内庁）により後円部墳頂の五輪塔が伊予親王巨幡墓に治定[3]。
- 1974年度（昭和49年度）、巨幡墓壁面工事に伴う立会調査。粘土槨の確認、副葬品の出土（宮内庁書陵部、1976年に報告）[2]。
- 1981年度（昭和56年度）、前方部北側の発掘調査。遺構確認なし（京都府埋蔵文化財調査研究センター、1982年に概要報告）[2]。
- 1995年度（平成7年度）、後円部北側の発掘調査。埴輪列の確認（花園大学考古学研究室、1997年に報告）[2]。

## 墳丘
墳丘の規模は次の通り（古地図に基づく推定復元値）。
- 墳丘長：120メートル
- 後円部
  - 直径：60メートル
  - 高さ：9メートル
- 前方部
  - 幅：50メートル
  - 高さ：7メートル

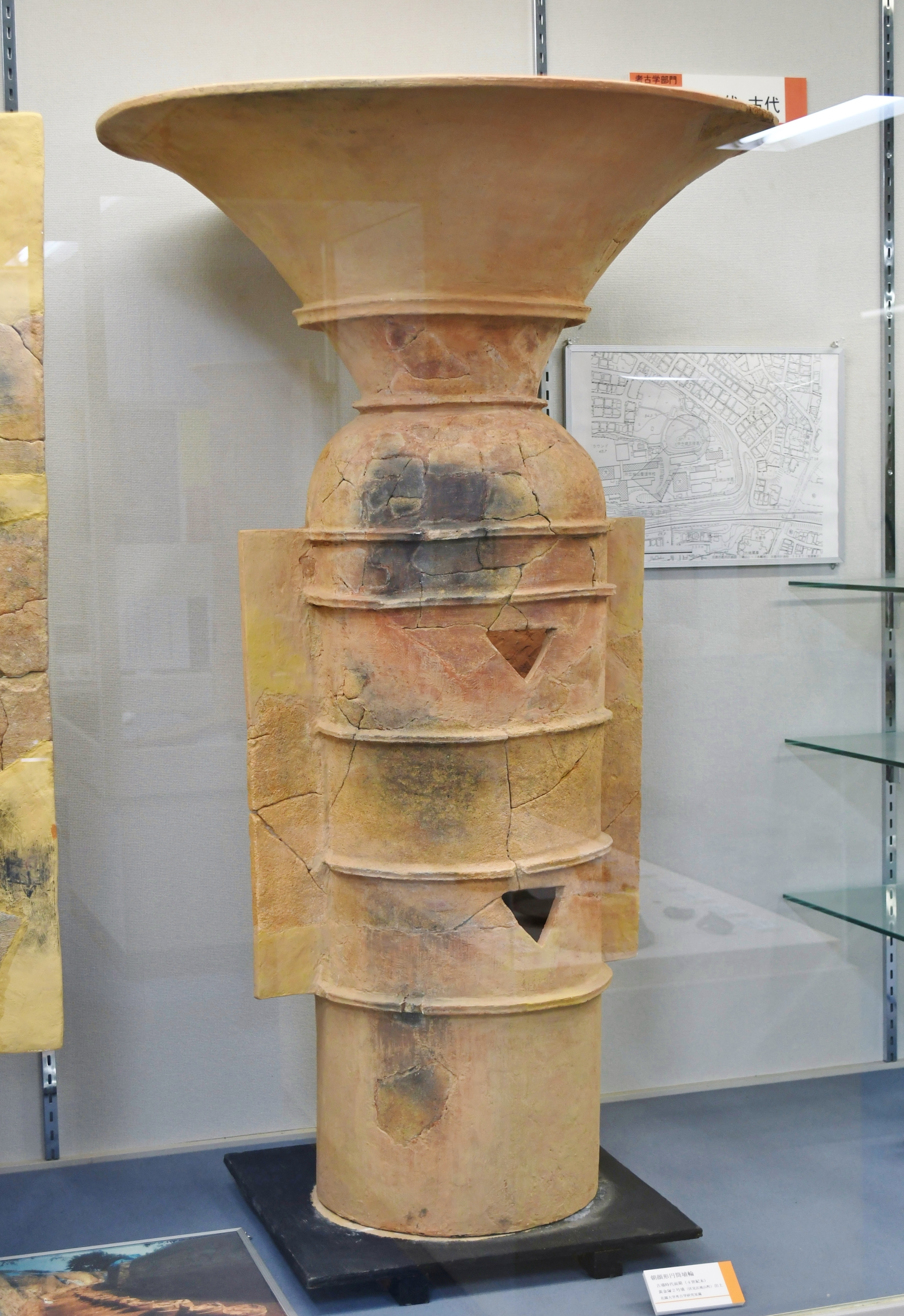
朝顔形埴輪 花園大学歴史博物館展示。
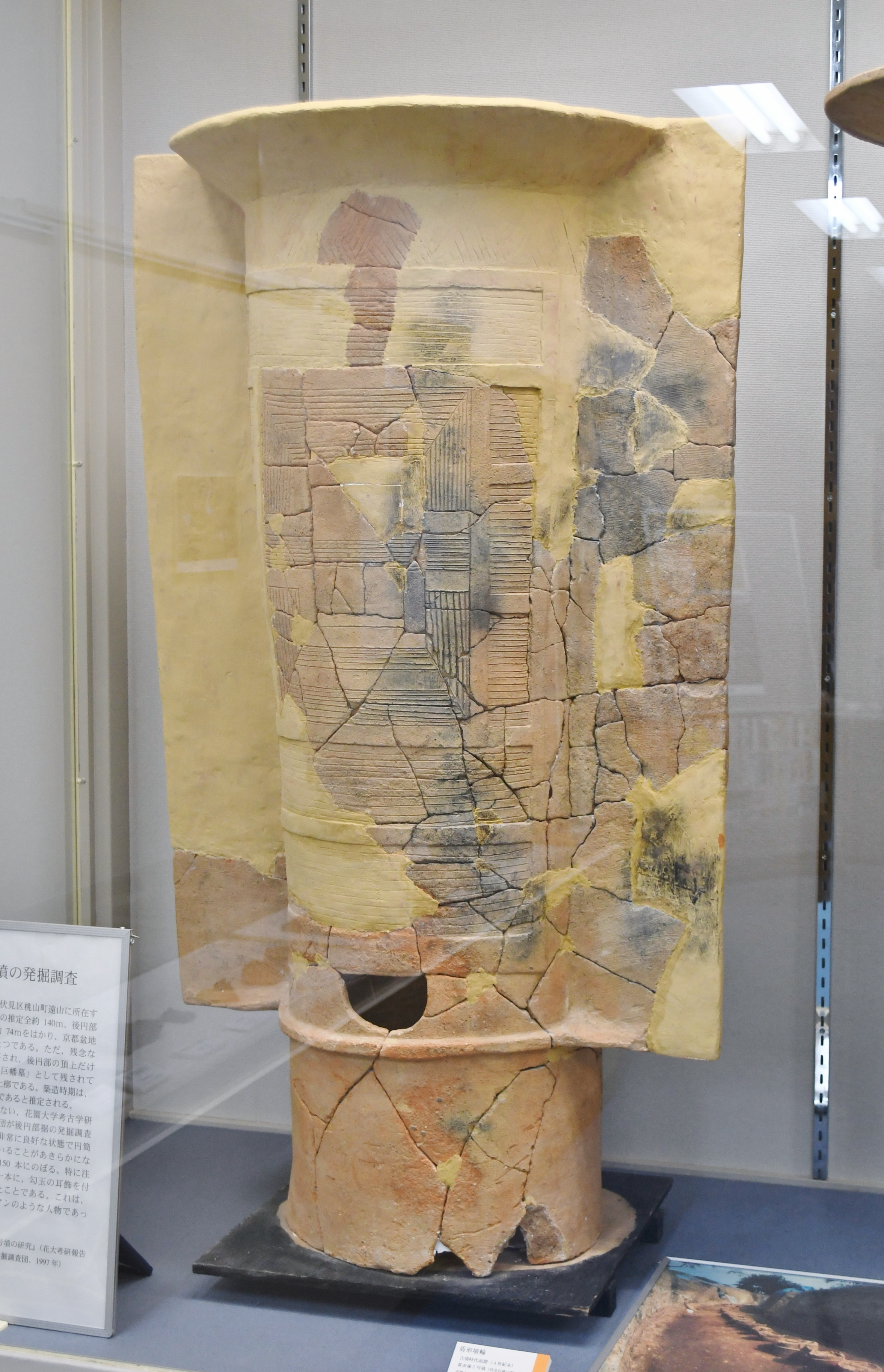
盾形埴輪 花園大学歴史博物館展示。
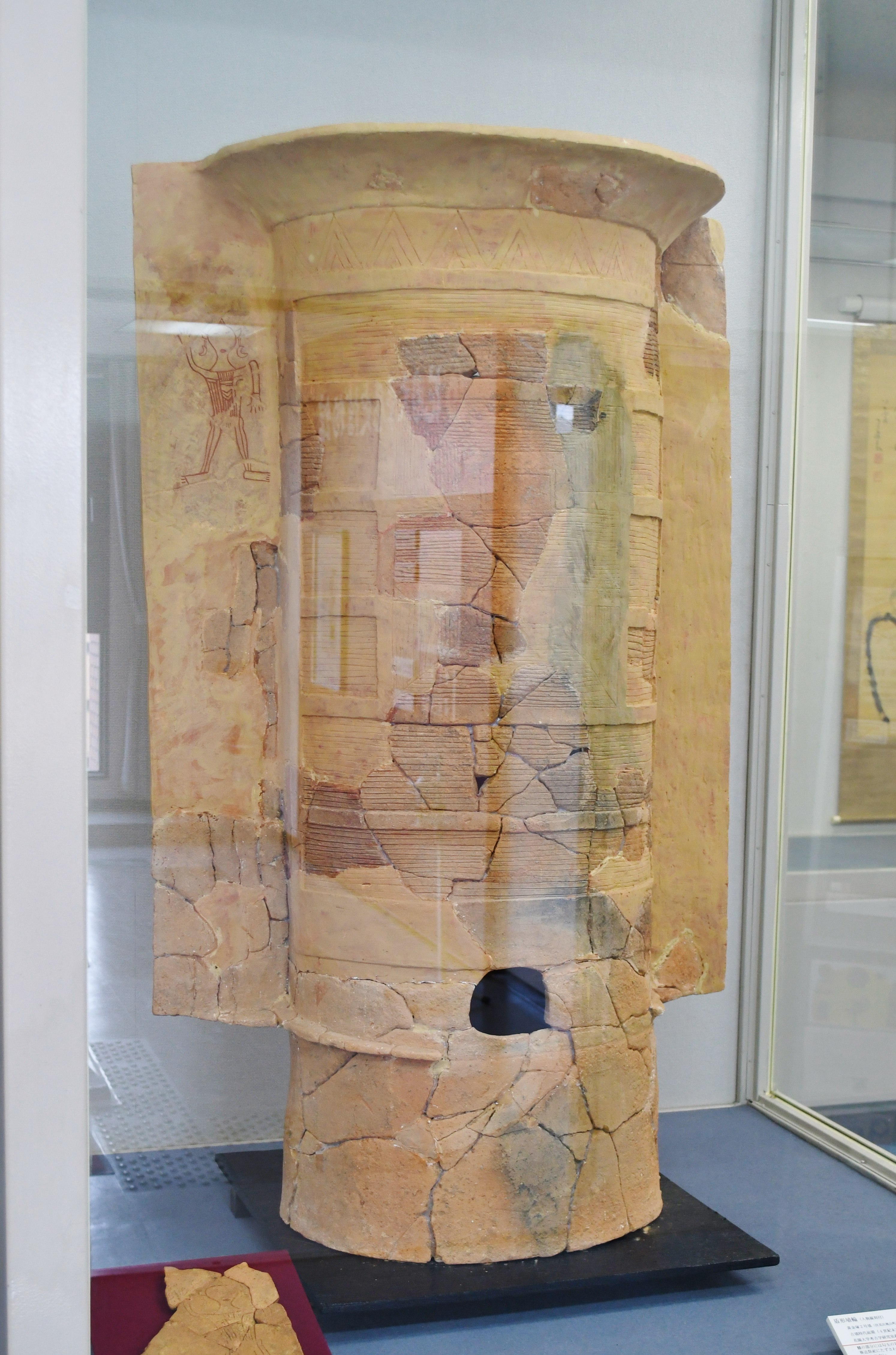
人面線刻付盾形埴輪 花園大学歴史博物館展示。
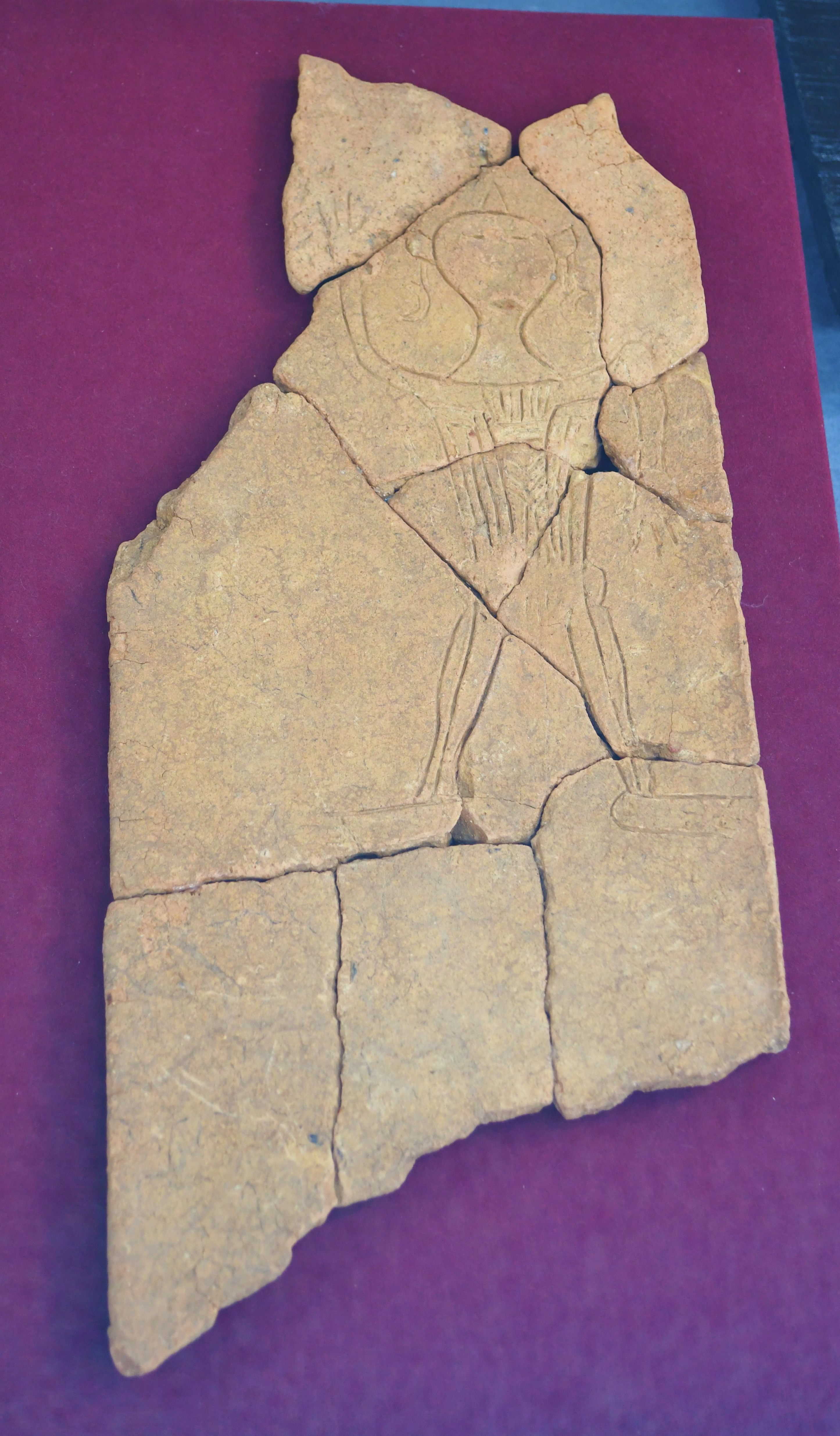
人面線刻 花園大学歴史博物館展示。

## 被葬者
黄金塚2号墳の実際の被葬者は明らかでないが、宮内庁では後円部墳頂の五輪塔を伊予親王（いよしんのう）の墓に治定している。伊予親王は第50代桓武天皇の第三皇子で、式部卿・中務卿兼大宰帥などを歴任したが、大同2年（807年）に謀反の疑いで母の藤原吉子とともに川原寺に幽閉され、親王位が剥奪された翌日の11月12日に母と服毒自殺した人物である。『延喜式』諸陵寮では遠墓の「巨幡墓」として記載され、山城国宇治郡の所在で、兆域は東1町・西1町5段・南2町・北3町で守丁1人を毎年あてるとする。
その後、中世期には陵の所在に関する所伝は喪失。近世期の『山城志』・『陵墓一隅抄』では現在の場所を示しており、明治維新後の1884年（明治17年）1月に巨幡墓に治定された。ただし前述のように、黄金塚2号墳の築造年代は伊予親王から大きく遡る4世紀後半頃とされる。

## 関連施設
- 花園大学歴史博物館（京都市中京区西ノ京壺ノ内町） - 黄金塚2号墳の出土埴輪を展示。
- 京都市考古資料館（京都市上京区元伊佐町） - 黄金塚2号墳の出土埴輪を展示。

## 関連文献
（記事執筆に使用していない関連文献）
- 「巨幡墓の境界線崩壊防止工事の立会調査」『書陵部紀要』第27号、宮内庁書陵部、1976年。
- 「黄金塚2号墳発掘調査概要」『京都府遺跡調査概報 (PDF)』第4冊、京都府埋蔵文化財調査研究センター、1982年、62-66頁。 - リンクは京都府埋蔵文化財調査研究センター。
- 「黄金塚2号墳」『京都府埋蔵文化財情報 (PDF)』第3号、京都府埋蔵文化財調査研究センター、1982年、54頁。 - リンクは京都府埋蔵文化財調査研究センター。
- 黄金塚2号墳発掘調査団 編『黄金塚2号墳の研究』花園大学文学部考古学研究室〈花大考研報告10〉、1997年。